# Ådalens poesi (film, 1928)
Ådalens poesi är en svensk dramafilm från 1928 i regi av Theodor Berthels. Filmen bygger på tre av berättelserna ur Pelle Molins novellsamling Ådalens poesi: Historien om Gunnel, En ringdans medan mor väntar och Kärnfolk. I huvudrollerna ses Jessie Wessel och Eric Laurent.

## Handling
Studenten Greger Annér från Uppsala kommer till Ådalen för att bedriva geologiska studier. Han möter där den vackra och fantasifulla fäbodstintan Sago-Gunnel från Ortorpsgården. Tillsammans upplever de kärleken den sommaren.
Till hösten behöver Greger så återvända till Uppsala, men lovar att komma tillbaka till Gunnel. Hon väntar numera hans barn. Vintern anländer till Ådalen, men ännu ingen Greger. 

## Rollista
- Mathias Taube - Markus på Ortorp
- Hilda Borgström - Markus hustru
- Jessie Wessel - Gunnel Björklid, lagårdspiga på Ortorpsgården
- Einar Axelsson - kandidat Greger Annér, ung geolog
- Eric Laurent - Ingvar, Markus son
- Alf Sjöberg - Gunvard, Gunnels och Gregers son som vuxen
- Solveig Hedengran - Ingjerd, Ingvars dotter som vuxen
- Allan Egnell - Sigge Alm, skald
- Joel Jansson - dräng på Ortorpsgården
- Theodor Berthels - präst
- Mats Sjödin - Ingjerd som treåring